# فرانسيس فورد كوبولا
فرانسيس فورد كوبولا (بالإنجليزية: Francis Ford Coppola)‏ (ولد في 7 أبريل 1939) مخرج ومنتج أفلام وكاتب سيناريو أمريكي من أصول إيطالية حصل على جائزة الأوسكار خمس مرات. يعتبر أحد الشخصيات الرائدة في حركة أفلام هوليوود الجديدة في الستينيات والسبعينيات ويعتبر على نطاق واسع أحد أعظم المخرجين في تاريخ السينما على الإطلاق. كوبولا أيضاً ناشر مجلات، وتاجر خمور، وفُندقي. تعود شهرته إلى ثُلاثيته الممدوحة غالبًا العراب (1972 و1974 و1990)، وفيلمه المحادثة (1974)، وملحمة حرب فيتنام القيامة الآن (1979).

## الحياة الشخصية

### فترة الطفولة والشباب
ولد فرانسيس فورد كوبولا في 7 أبريل 1939 في مدينة ديترويت في ولاية ميشيغان لأب أمريكي وأم إيطالية. كان والده كارمين كوبولا مطربًا وملحنًا. وأمه إيتاليا بينينو كانت ممثلة. لفرانسيس إثنان من الأشقاء الأكبر أغسطس فلويد كوبولا (والد الممثل نيكولاس كيج)، والصغرى تاليا شيري وهي ممثلة. بعد مولد فرانسيس مباشرة انتقلت عائلته إلى نيويورك التي قضى فيها فرانسيس كوبولا طفولته.
في سن العاشرة، أُصيب كوبولا بمرض شلل الأطفال. أصابه المرض بشلل في الجانب الأيسر من جسمه. فأبقاه المرض طريح الفراش فترة طويلة. وفي تلك الفترة اكتشف حبه للسينما من خلال جهاز صغير بدائي لعرض وتعديل الأفلام صنعه بنفسه. بعد تعافيه من مرضه كليا، عاد كوبولا ليستكمل دراسته.

### مرحلة الدراسة
التحق فرانسيس كوبولا بأكاديمية نيويورك العسكرية (New York Military Academy) لدراسة الموسيقى وتحديدًا لتعلم آلة التوبا. لم يكمل الدراسة هناك والتحق بثانوية جريت نك (Great Neck High School) وتخرج منها. بعد التخرج التحق كوبولا بجامعة هوفسترا لدراسة الدراما وحصل على البكالوريوس. بعد ذلك حصل على الماجستير في الفنون الجميلة من جامعة كاليفورنيا عام 1968.

## تجربته السينمائية
قام كوبولا في بداياته بإخراج بضعة أفلام في مجال الإثارة والرعب. أبرزها فيلم (ديمانتيا 13) الذي قدمه عام 1963 وقام بكتابته وإخراجه ولاقى استحسان النقاد. في عام 1966 قام كوبولا بكتابة سيناريو فيلمين ناجحين هما (ملكية ممنوعة) و (هل باريس تحترق؟). وفي عام 1969 قد فيلم (اناس المطر) كمنتج وكاتب ومخرج. قام ببطولة الفيلم جيمس كان وروبرت دوفال. وفاز الفيلم بجائزة مهرجان سان سباستيان. في سنة 1971 حصل كوبولا على جائزة الأوسكار لأفضل سيناريو عن فيلم باتون.
عام 1972، بسن التاسعة والعشرين قدم كوبولا أشهر أفلامه على الإطلاق، العراب. وضعه الفيلم في مصاف المخرجين المعتبرين. فاز كوبولا بجائزة الأوسكار لأحسن سيناريو بالمشاركة مع مؤلف رواية العراب الكاتب ماريو بوزو. نجاح الفيلم مهد الطريق للمخرجين الشباب أمثال: ستيفن سبيلبرغ وجورج لوكاس ومارتن سكورسيزي ووودي آلن الذين ساهموا في صناعة ما يطلق عليه هوليود الجديدة. ويعتبر فيلم العراب من أهم الأفلام السينمائية عموما.
في عام 1973 قام كوبولا بإنتاج فيلم زخرفة أمريكية لصديقه المخرج جورج لوكاس. وقام بكتابة سيناريو فيلم غاتسبي العظيم. في العام التالي قدم كوبولا فيلم الإثارة محادثة من إخراجه وتأليفه وإنتاجه. وحصل الفيلم على جائزة السعفة الذهبية في مهرجان كان السينمائي. وقدم أيضا الجزء الثاني من فيلم العراب الذي لم يقل نجاحه عن نجاح الجزء الأول. حصل الفيلم على 6 جوائز أوسكار منها جائزتان لكوبولا كأفضل مخرج وأفضل سيناريو مقتبس.
وفي عام 1979 قدم كوبولا آخر نجاح له مع فيلم القيامة الآن عن حرب فيتنام المستوحى من رواية قلب الظلام. وقد استغرق تحضير الفيلم ثلاث سنوات تخللها إشكالات بين المخرج وبين استوديو يونايتد آرتيست. شارك في الفيلم كل من مارلون براندو وروبرت دوفال الذي رشح لجائزة الأوسكار لأفضل ممثل مساعد. حقق الفيلم نجاحا نقديا وتجاريا كبيرا، ويعد من أهم الأفلام على الإطلاق.
تعتبر فترة الثمانينات مليئة بالإخفاقات لكوبولا. عام 1982 قدم الفيلم الغنائي «واحد من القلب» الذي لم يحقق إلا حوالي 600 ألف دولار مقابل ميزانية 26 مليون دولار، فاضطر كوبولا إلى بيع الاستوديو الخاص به لتسديد ديونه. في 1983 قدم فيلم قصة البلوغ «الخارجيون» الذي حقق نجاحا تجاريا وأسهم في ظهور ممثلين شباب مثل مات ديلون وتوم كروز. وقدم أيضا فيلم رومبل فيش بالأبيض والأسود وحصل الفيلم على جائزة مهرجان سان سباستيان السينمائي رغم إخفاقه تجاريا. عام 1984 قدم فيلم نادي القطن بميزانية ضخمة (58 مليون دولار) ورشح لمجموعة جوائز غولدن غلوب وأوسكار لكنه فشل تجاريا. قدم في 1986 الفيلم الكوميدي زواج بيجي سو من بطولة كاثلين ترنر ونيكولاس كيج الذي نجح في شباك التذاكر ورشح لعدة جوائز.
في 1987 عمل كوبولا من جديد مع جيمس كان في فيلم «حدائق الصخر» لكن وفاة ابنه الأكبر جيان كارلو كوبولا ألقت بظلالها على العمل. أخفق الفيلم تجاريا ونقديا. في 1988 قام جيف بريدجز ببطولة فيلم «تاكر: الرجل وأحلامه» من إنتاج صديقه جورج لوكاس، وحقق نجاحا نقديا.

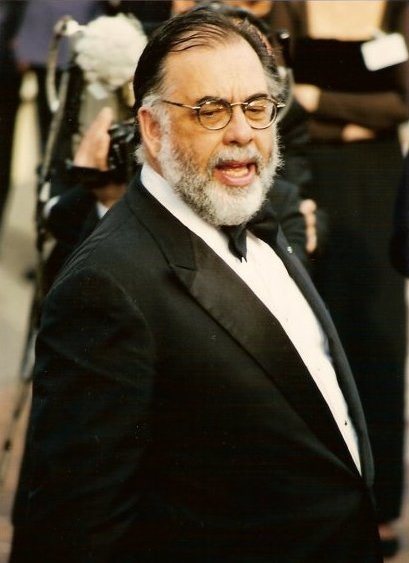
فرانسيس فورد كوبولا في مهرجان كان عام 1996

عام 1990 عاد كوبولا إلى الجزء الثالث والأخير من العراب الذي حقق نجاحا تجاريا كبيرا ونجاحا نقديا أقل من سابقيه. انتقد البعض اختياره لابنته صوفيا كوبولا للعب دور البطولة. رشح الفيلم لسبعة جوائز أوسكار. في 1992 قدم فيلم الرعب دراكولا الذي حقق نجاحا تجاريا ضخما تجاوز 200 مليون دولار.
كان عمله التالي عام 1996 مع روبن ويليامز في فيلم «جاك» عن صبي بعمر 10 سنوات في جسد رجل في الأربعين. نجح الفيلم تجاريا وأخفق نقديا. في السنة التالية قدم كوبولا آخر فيلم له في التسعينات صانع المطر وتوقف بعده مدة عشر سنوات.

## فيلموغرافيا
- الرعب (1963, مخرج غير مُسجل)
- ديمانتيا 13 (1963, مخرج وكاتب)
- أنت صبي كبير الآن (1966, مخرج وكاتب)
- قوس قزح فينيان (1968, مخرج)
- أناس المطر (1969, مخرج وكاتب)
- باتون (1970, كاتب)
- تي إتش إكس 1138 (1971, مُنتج مُنفذ)
- العراب (فيلم) (1972, مُخرج وكاتب)
- غرافيتي أمريكي (1973, منتج)
- المحادثة (1974, مخرج، كاتب، ومنتج)
- العراب الجزء الثاني (1974, مخرج، كاتب، ومنتج)
- القيامة الآن (1979, مخرج، كاتب، ومنتج)
- الجواد الأسود (1979, منتج منفذ)
- كاغيموشا (1980, منتج منفذ)
- واحد من القلب (1982, مخرج وكاتب)
- كويانغاتسي (1982, منتج منفذ)
- الدخلاء (1983, مخرج)
- الجواد الأسود يعود (1983, منتج منفذ)
- سمك القعقعة (1983, مخرج، كاتب، ومنتج)
- نادي القطن (1984, مخرج وكاتب)
- ميشيما: حياة في أربعة فصول (1985, منتج منفذ)
- كابتن يو (1986, مخرج)
- بيغي سو تتزوج (1986, مخرج)
- قلب الأسد (1987, منتج منفذ)
- حدائق الحجر (1987, مخرج ومنتج)
- تاكر: الرجل وحلمه (1988, مخرج)
- باغسي (1988, منتج منفذ)
- العراب الجزء الثالث (1990, مخرج، كاتب، ومنتج)
- دراكيولا برام ستوكر (1992, مخرج ومنتج)
- الحديقة السرية (1993, منتج منفذ)
- فرانكنشتاين ماري شيلي (1994, منتج منفذ)
- ماي فاميلي، مي فاميليا (1995, منتج منفذ)
- جاك (1996, مخرج ومنتج)
- صانع المطر (1997, مخرج وكاتب)
- سليبي هولو (1999, منتج منفذ)
- انتحار العذارى (1999, منتج منفذ)
- جيبرز كريبرز 2 (2003, منتج منفذ)
- كينزي (2005, منتج مشارك)
- ماري أنطوانيت (2006, منتج منفذ)
- شباب بدون شباب (2007, مخرج وكاتب)
- تترو (2009, مخرج وكاتب)
- معمول[16] (2011 مخرج وكاتب ومنتج)
- على الطريق [17](2012 , منتج منفذ)
- الخاتم المرصع[18](2013 منتج منفذ)
- المدن العملاقة[19] (2024 منتج منفذ)

## وصلات خارجية
- فرانسيس فورد كوبولا على موقع IMDb (الإنجليزية)
- فرانسيس فورد كوبولا على موقع الموسوعة البريطانية (الإنجليزية)
- فرانسيس فورد كوبولا على موقع روتن توميتوز (الإنجليزية)
- فرانسيس فورد كوبولا على موقع مونزينجر (الألمانية)
- فرانسيس فورد كوبولا على موقع ألو سيني (الفرنسية)
- فرانسيس فورد كوبولا على موقع ميوزك برينز (الإنجليزية)
- فرانسيس فورد كوبولا على موقع تيرنر كلاسيك موفيز (الإنجليزية)
- فرانسيس فورد كوبولا على موقع أول موفي (الإنجليزية)
- فرانسيس فورد كوبولا على موقع بوكس أوفيس موجو (الإنجليزية)
- فرانسيس فورد كوبولا على موقع قاعدة بيانات برودواي على الإنترنت (الإنجليزية)
- بيبلوغرافيا في مكتبة جامعة كاليفورنيا بيركلي
- فرانسيس فورد كوبولا يقدم
- ألتمان وكوبولا في السبعينات: السلطة والناس مقالة (24 كذبة في الثانية)